# Марковка (Кобелякский район)
Ма́рковка (укр. Марківка) — село,
Марковский сельский совет,
Кобелякский район,
Полтавская область,
Украина.
Код КОАТУУ — 5321884601. Население по переписи 2001 года составляло 487 человек.
Является административным центром Марковского сельского совета, в который, кроме того, входят сёла
Свечкарево и
Трояны.

## Географическое положение
Село Марковка находится на берегу ручья Волчий,
выше по течению на расстоянии в 3 км расположено село Великий Кобелячек,
ниже по течению примыкает село Дрижина Гребля.
На реке большая запруда.
Рядом проходит автомобильная дорога Р-52.

## История
- В 1814 году в селе Марковка была построена церковь Рождества Иоанна Предтечи.

## Экономика
- Птице-товарная ферма.
- ЧП АФ «МИР».

## Объекты социальной сферы
- Школа І—ІІ ст.

## Галерея

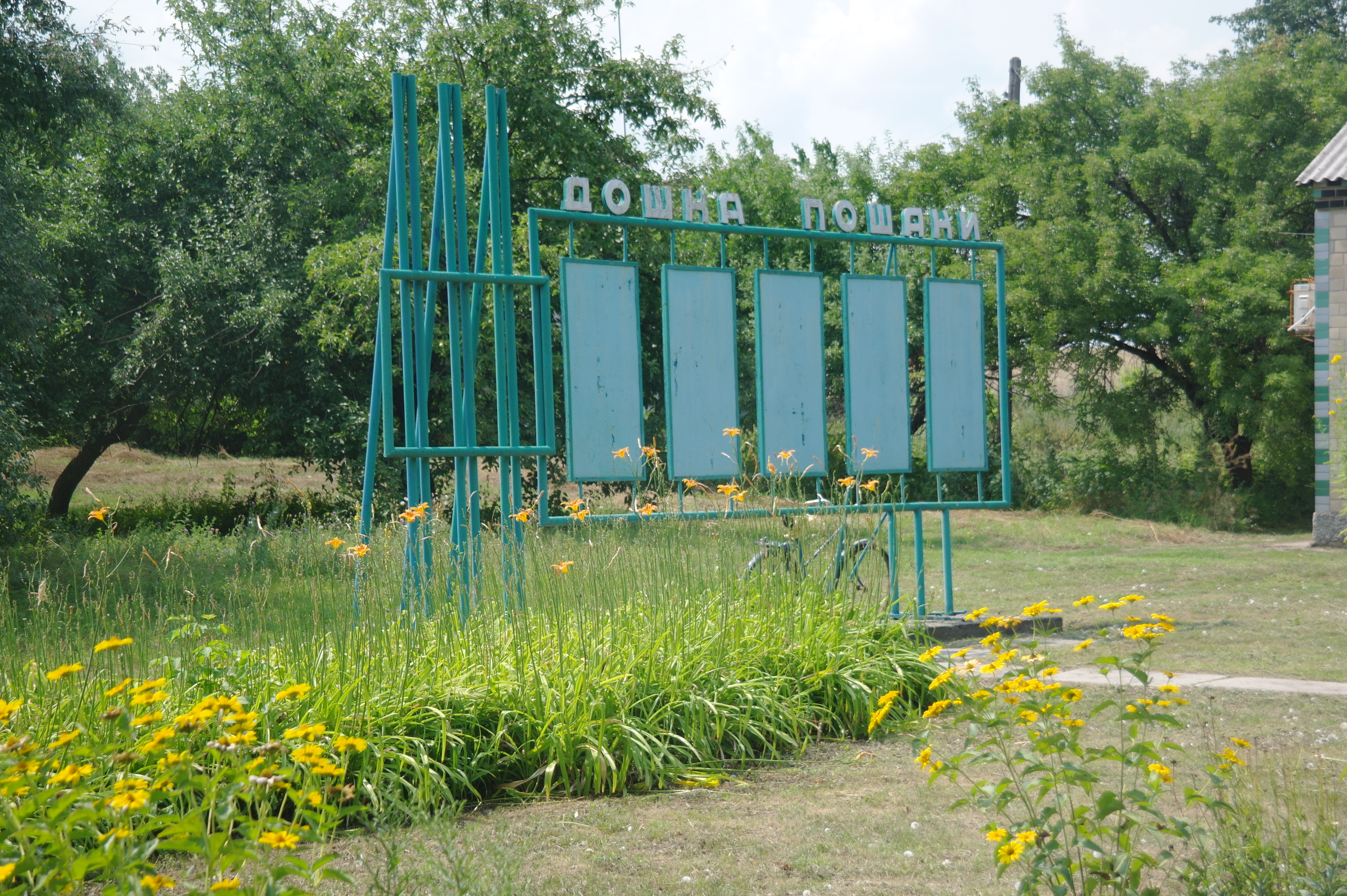
Доска почёта
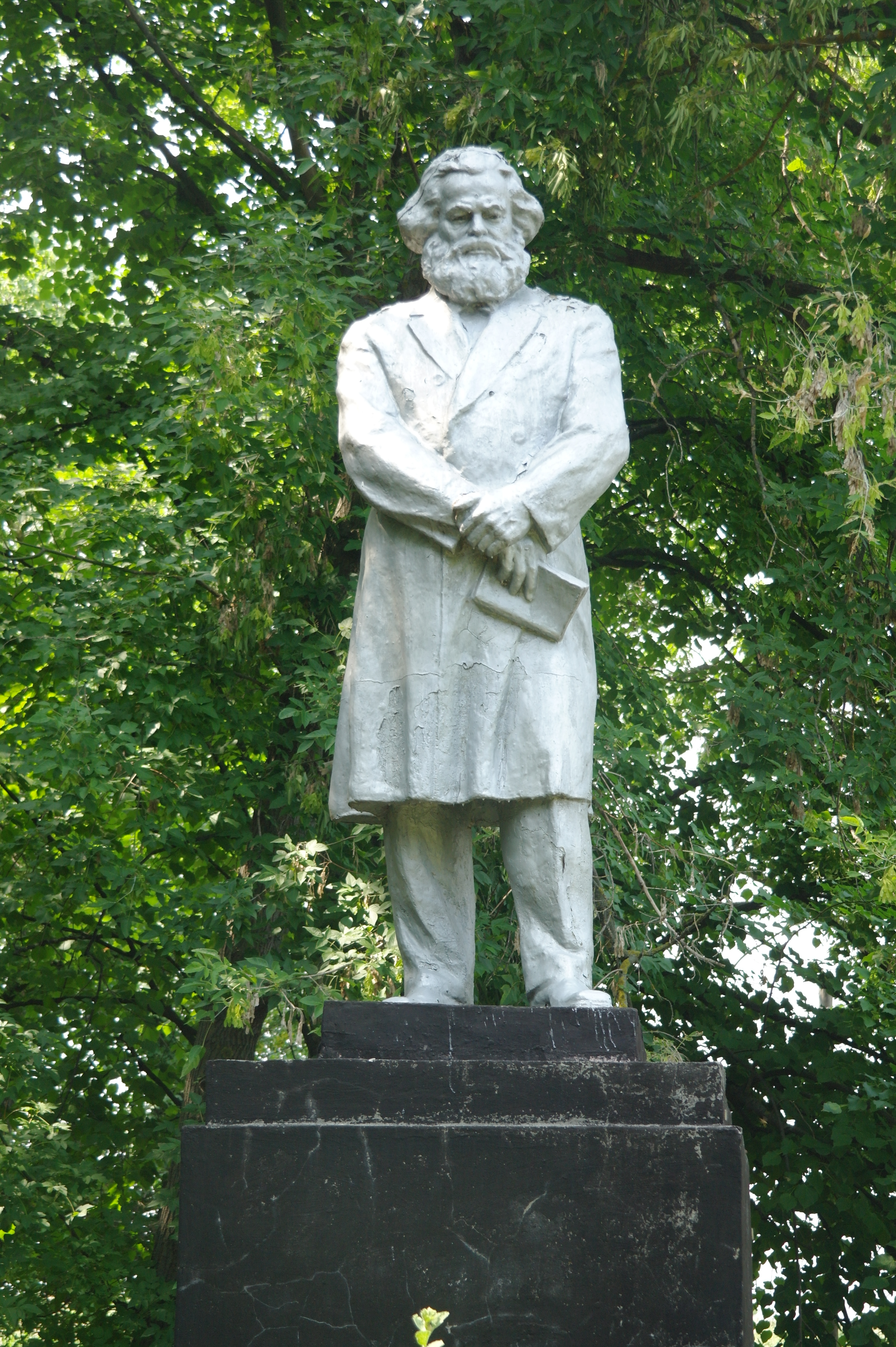
Памятник Карлу Марксу
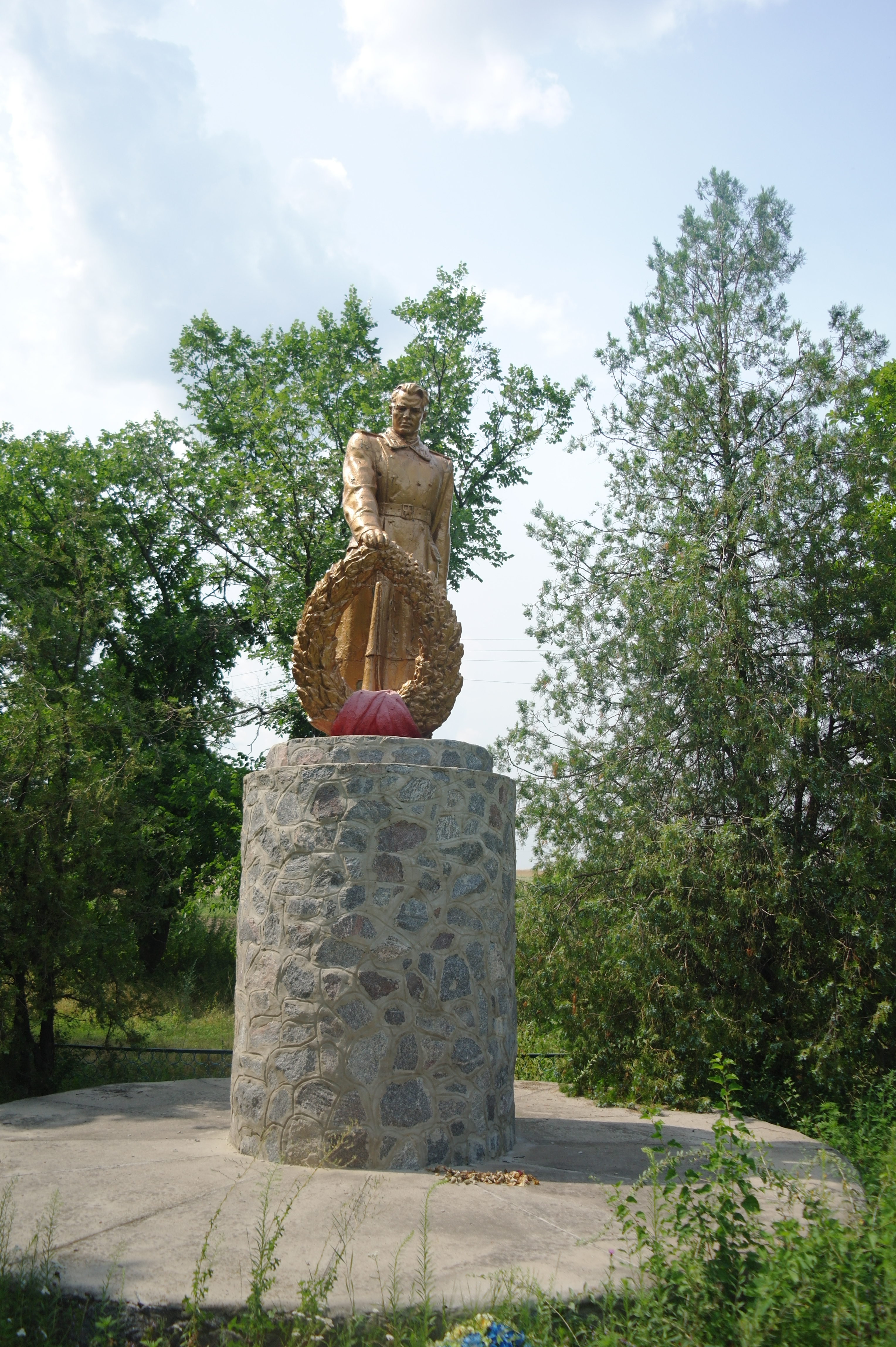
Памятник погибшим в ВОВ
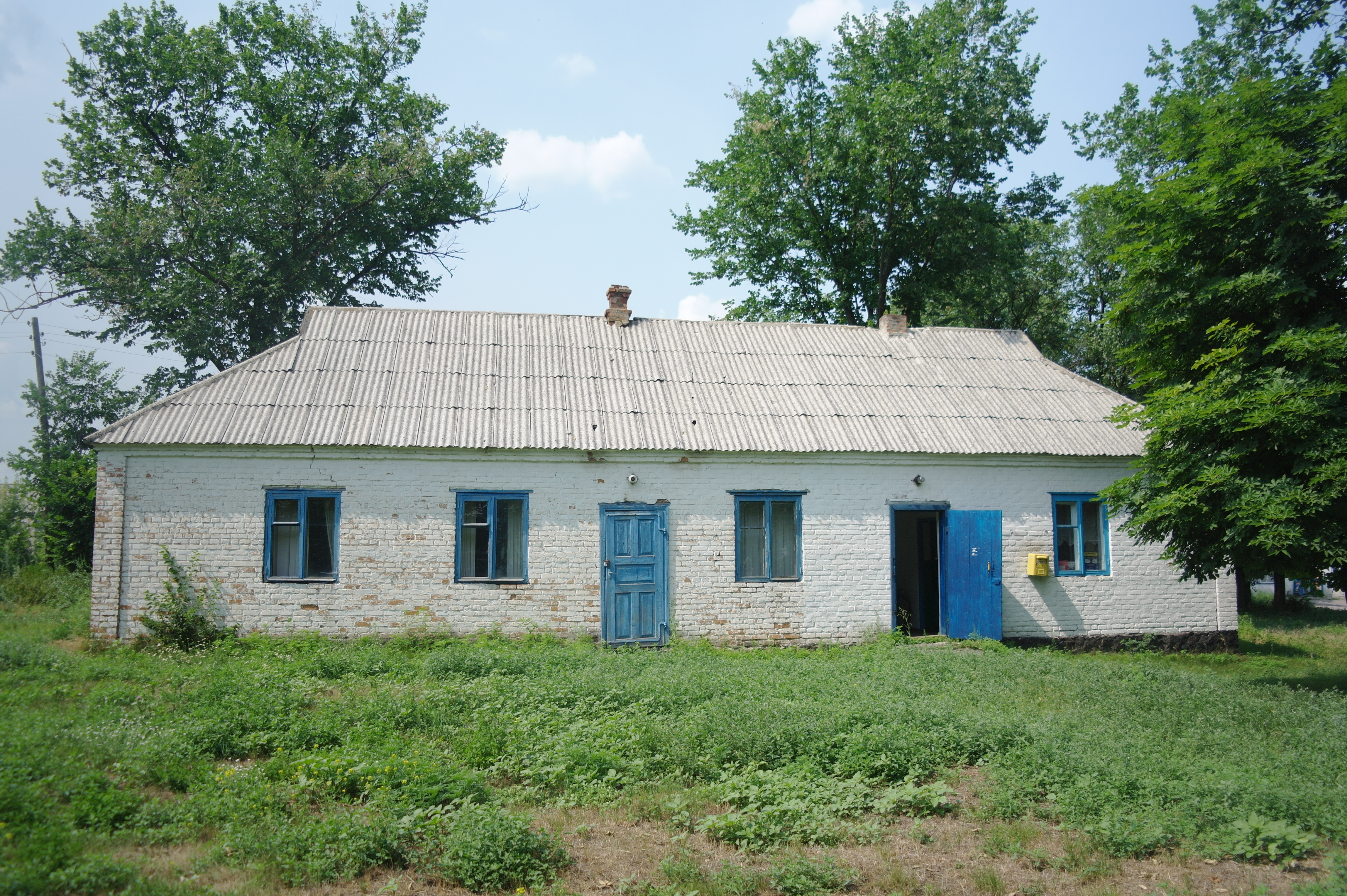
Почта
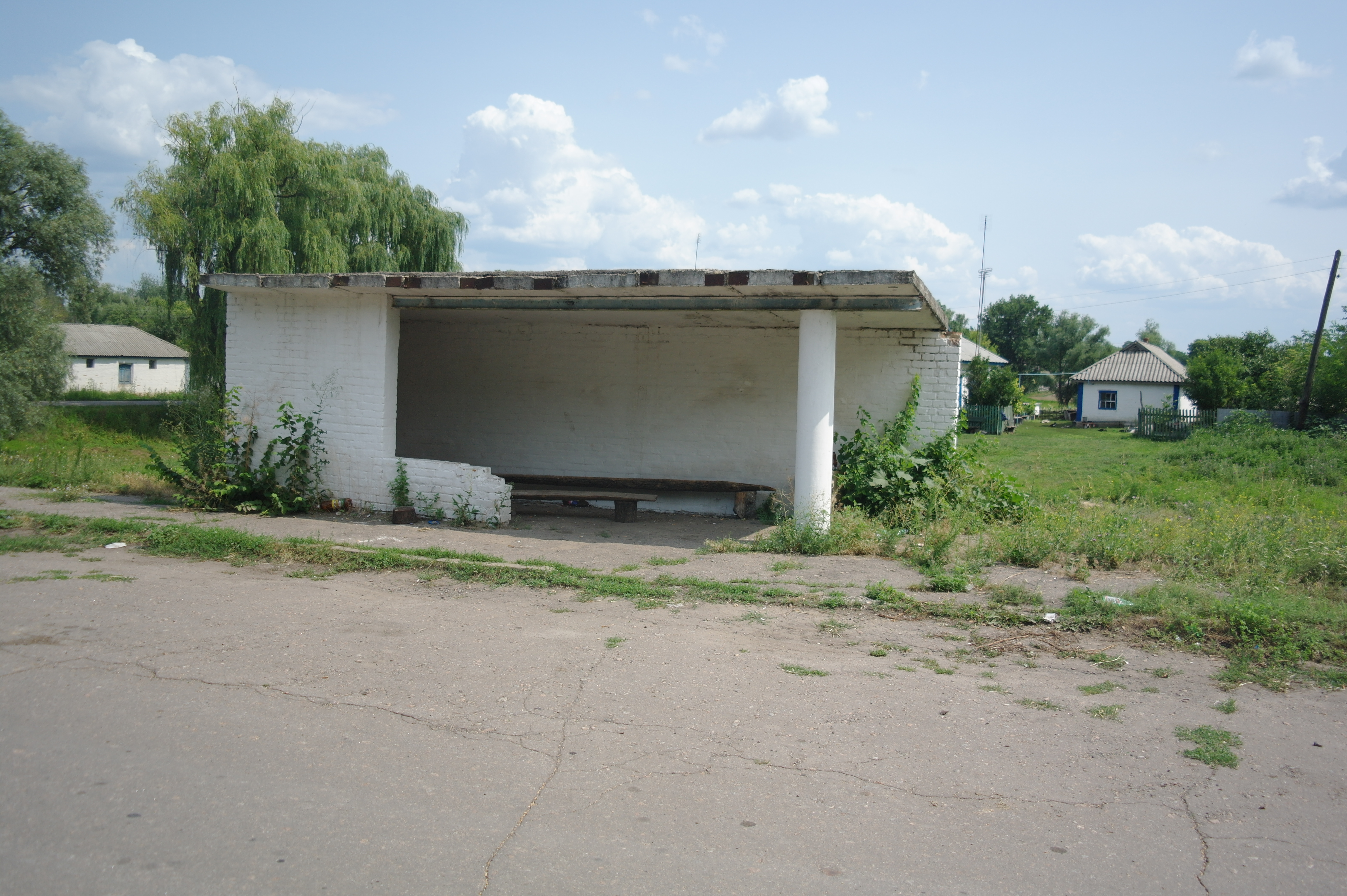
Остановка
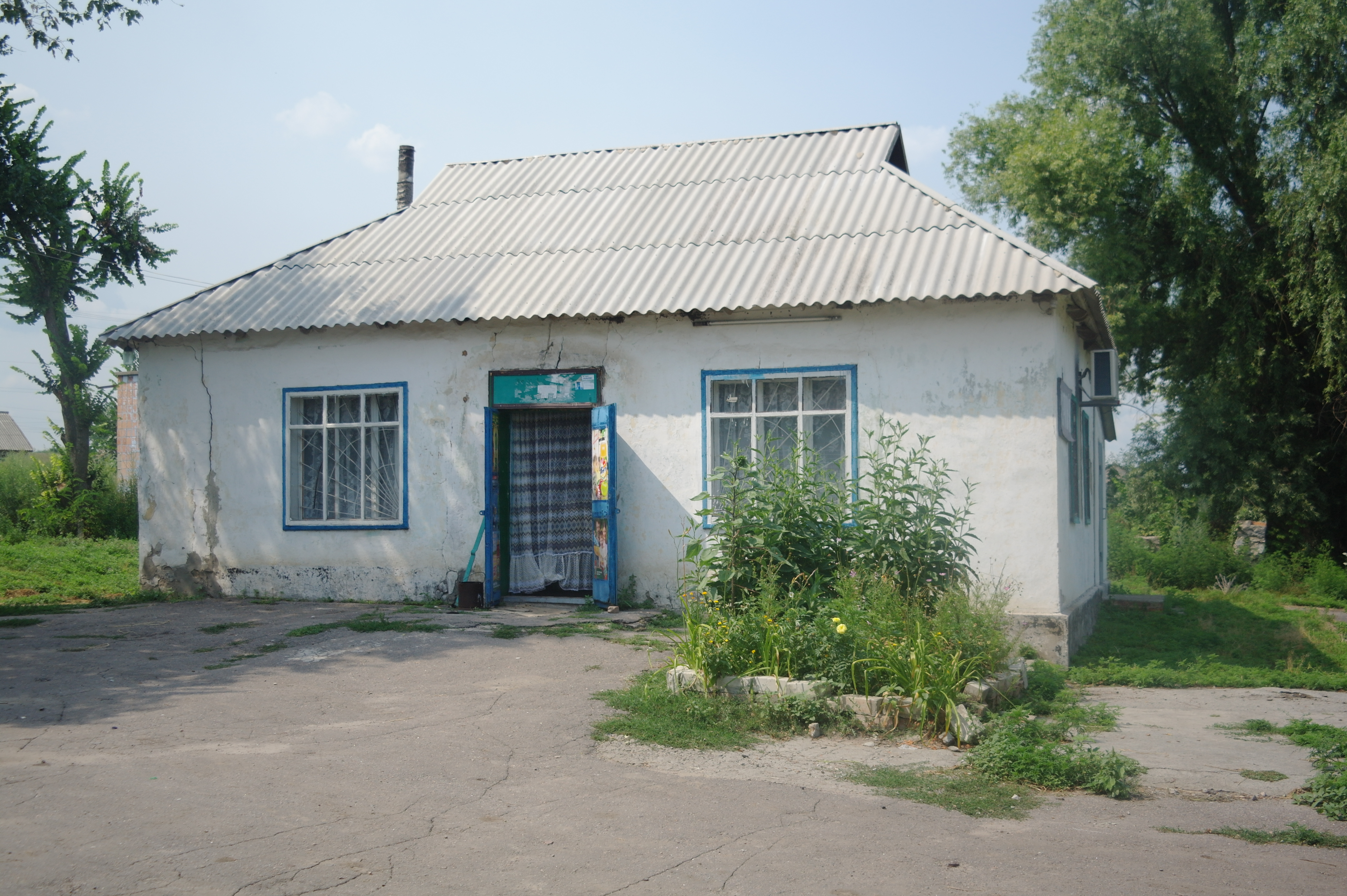
Магазин
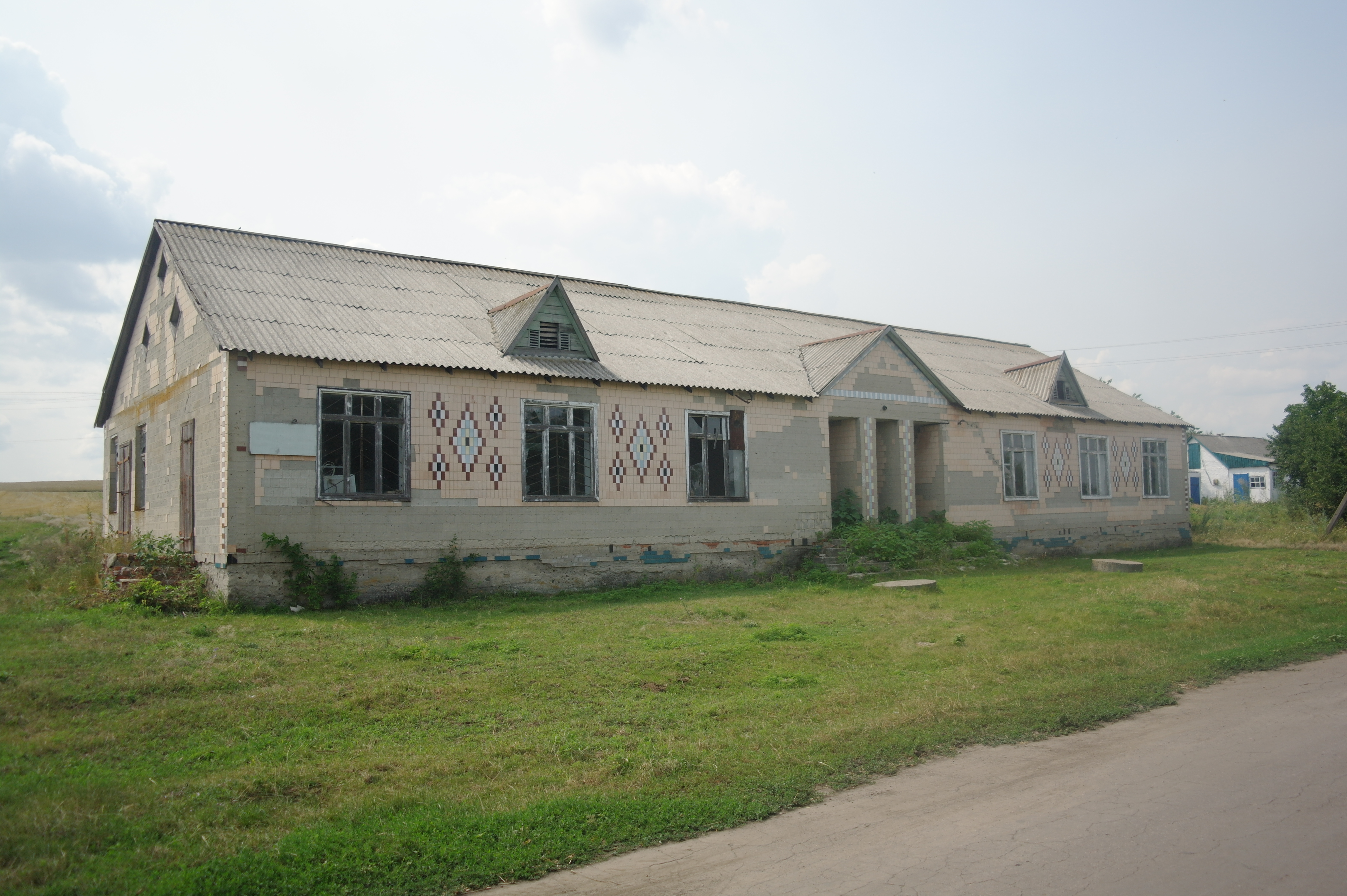
Контора
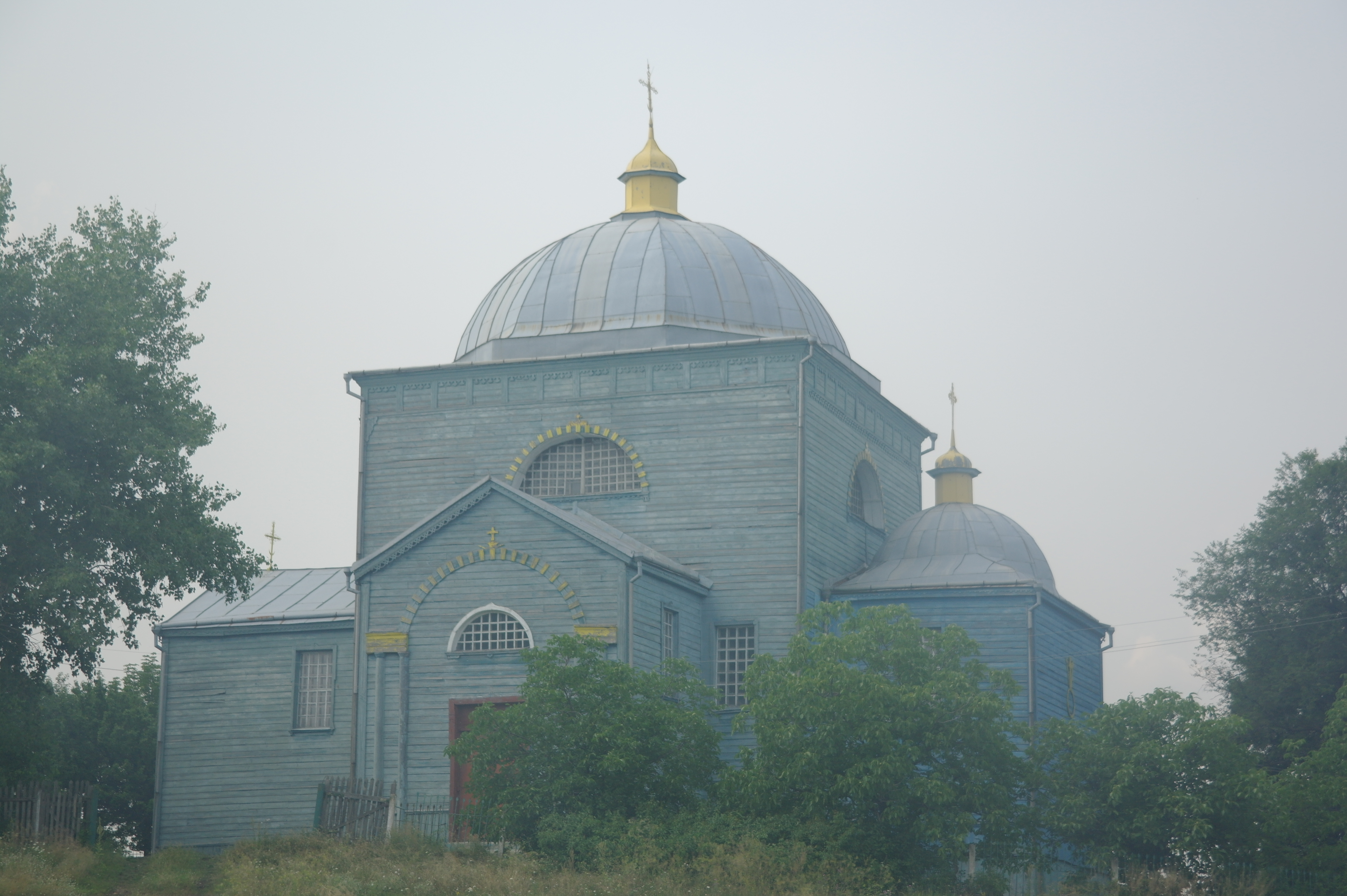
Церковь
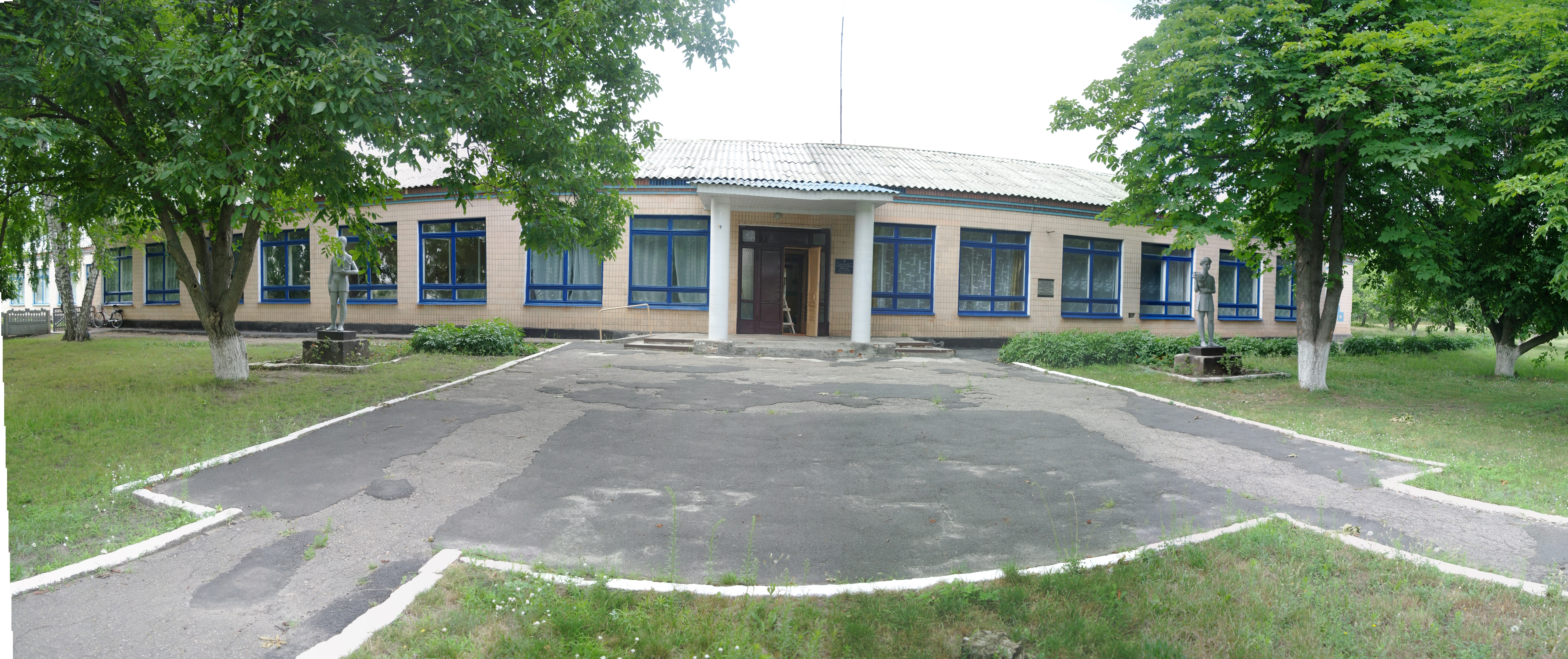
Школа
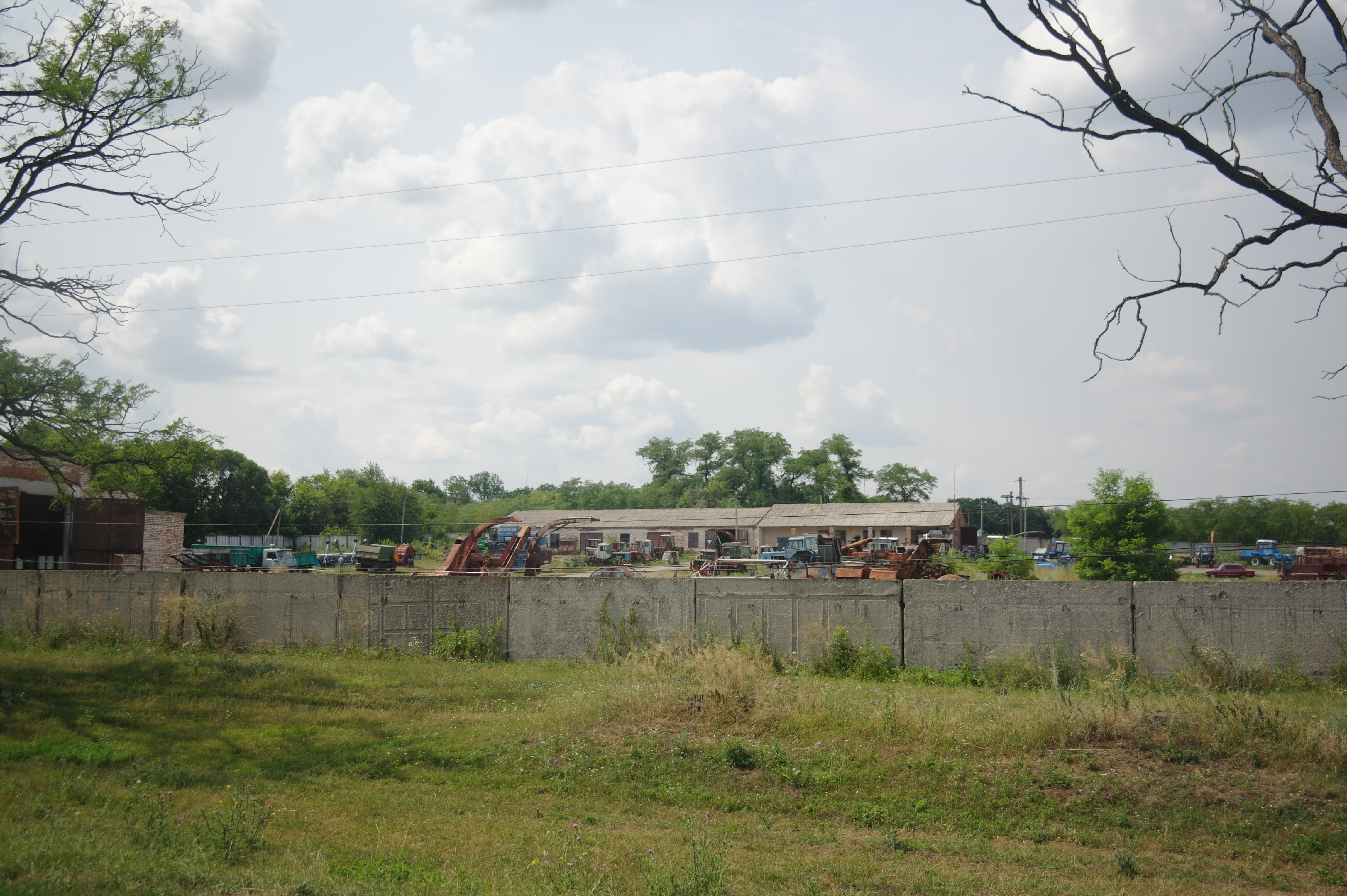
Сельское хозяйство
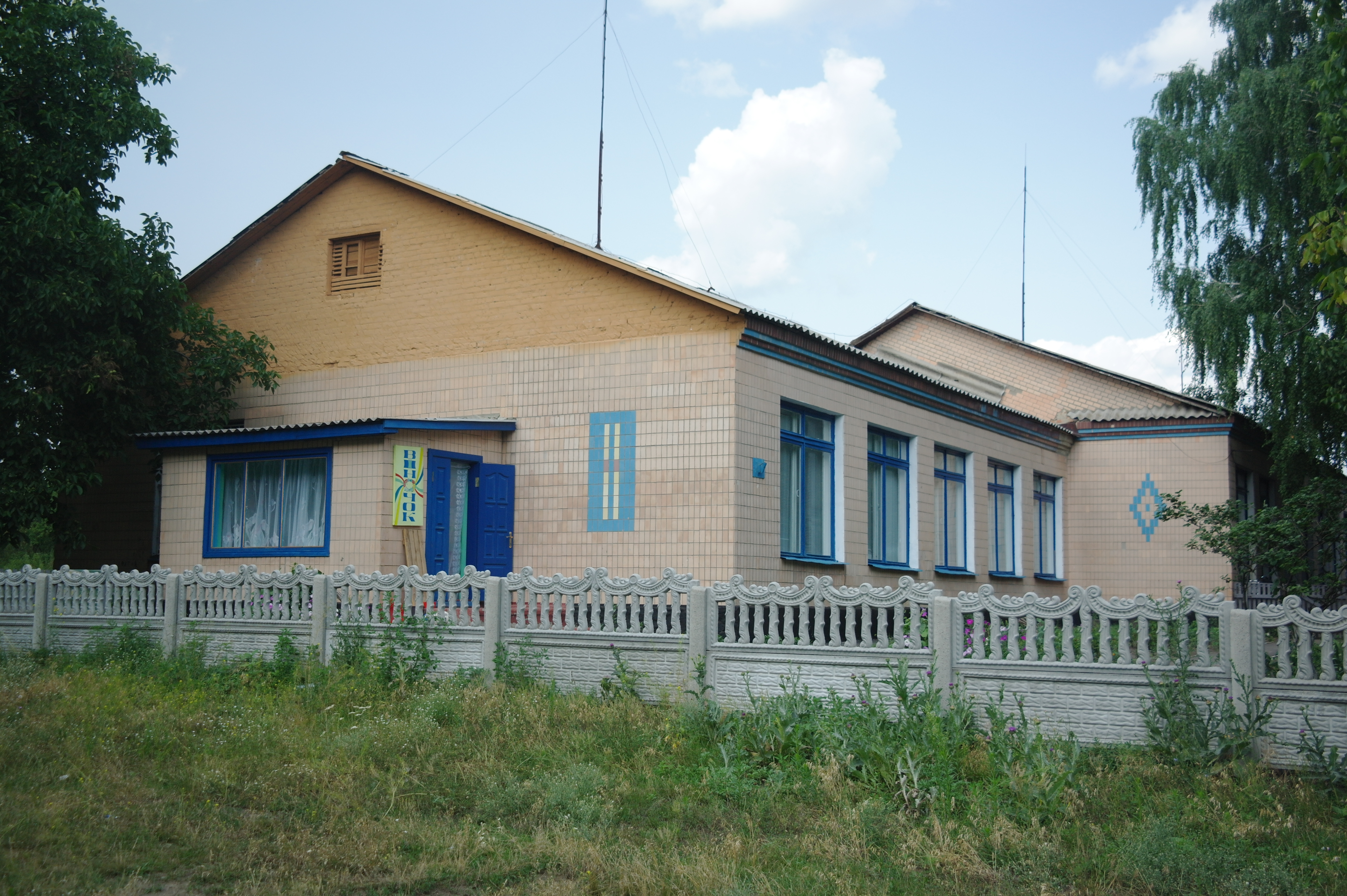
Детский сад
Марковка — Дамба реки Кобелячек
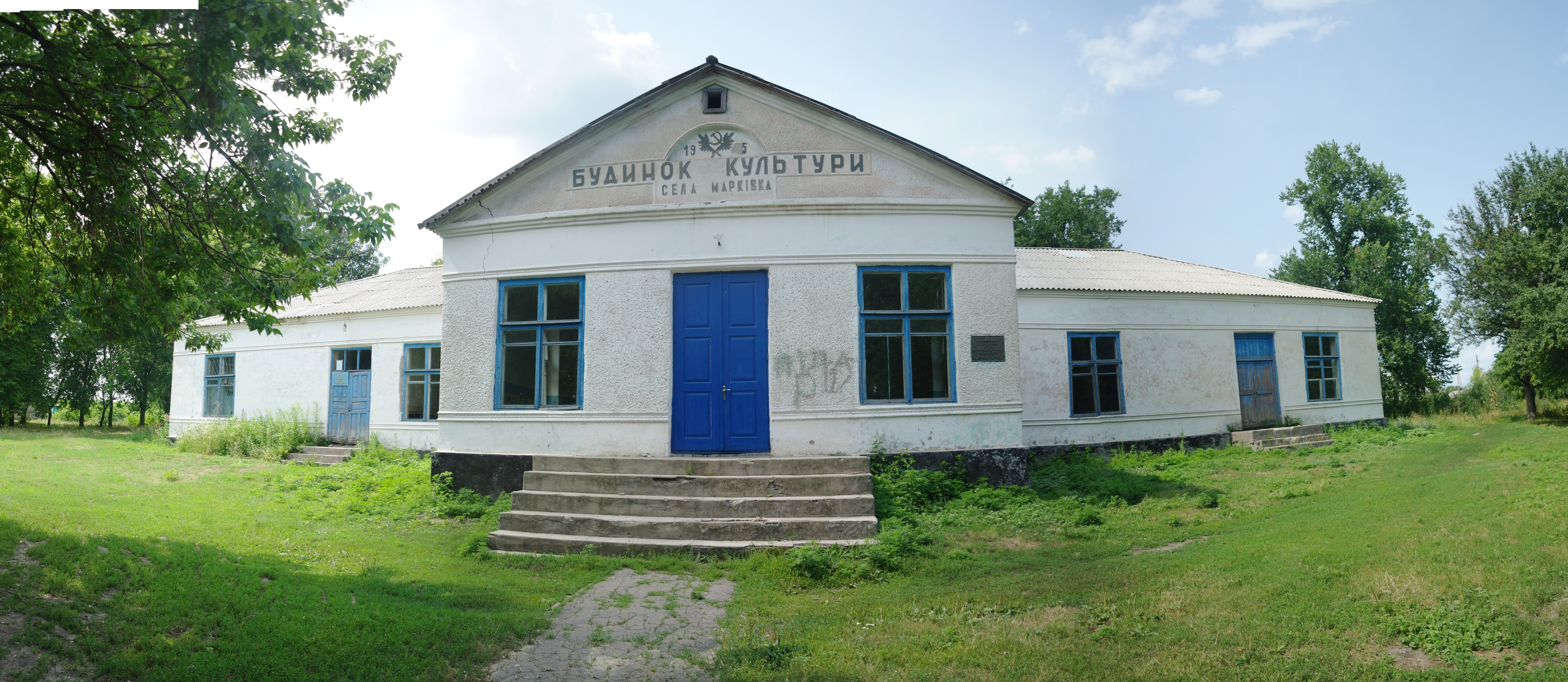
Дом культуры
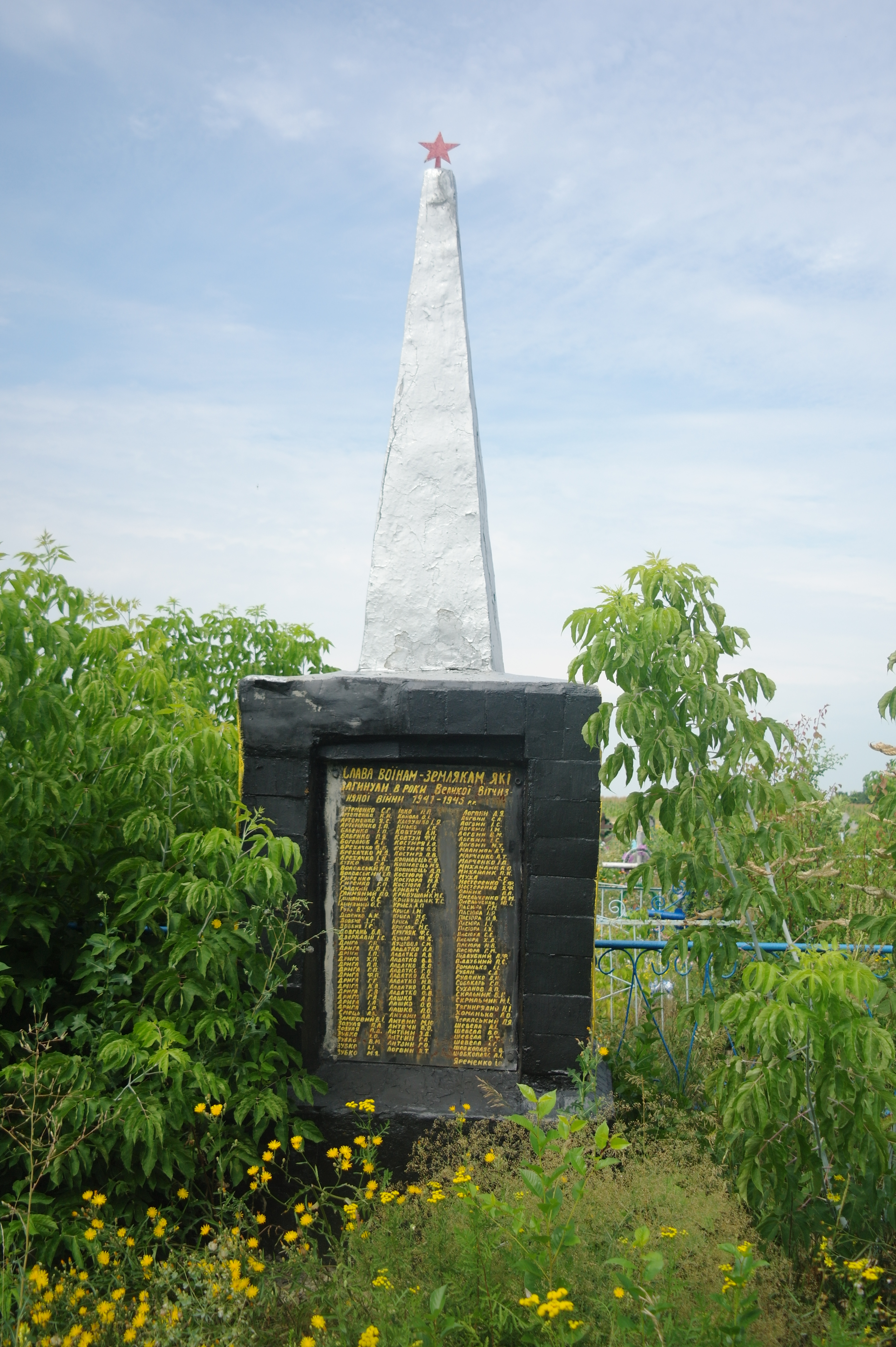
Памятник воинам землякам погибшим в ВОВ
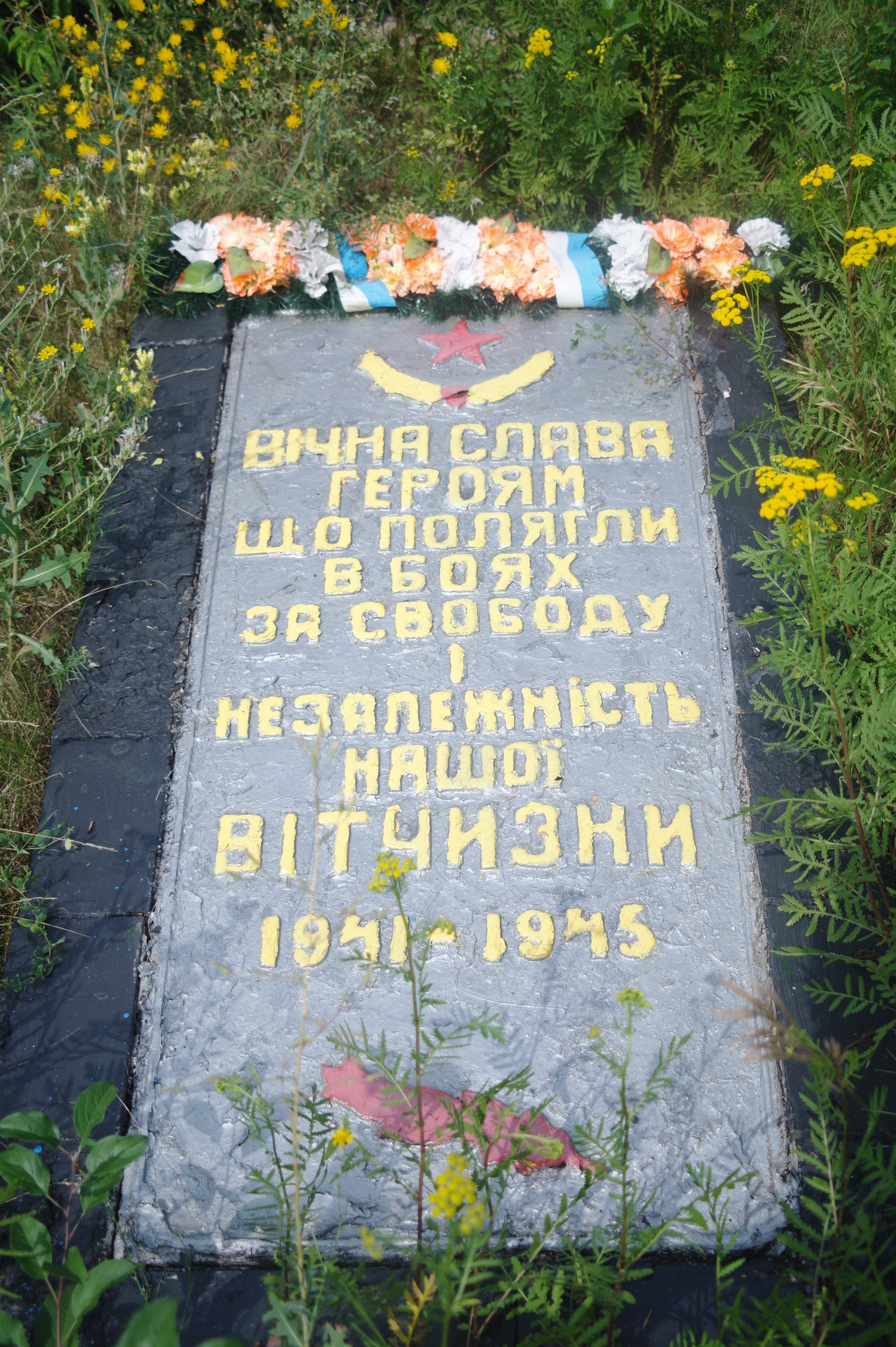
Плита
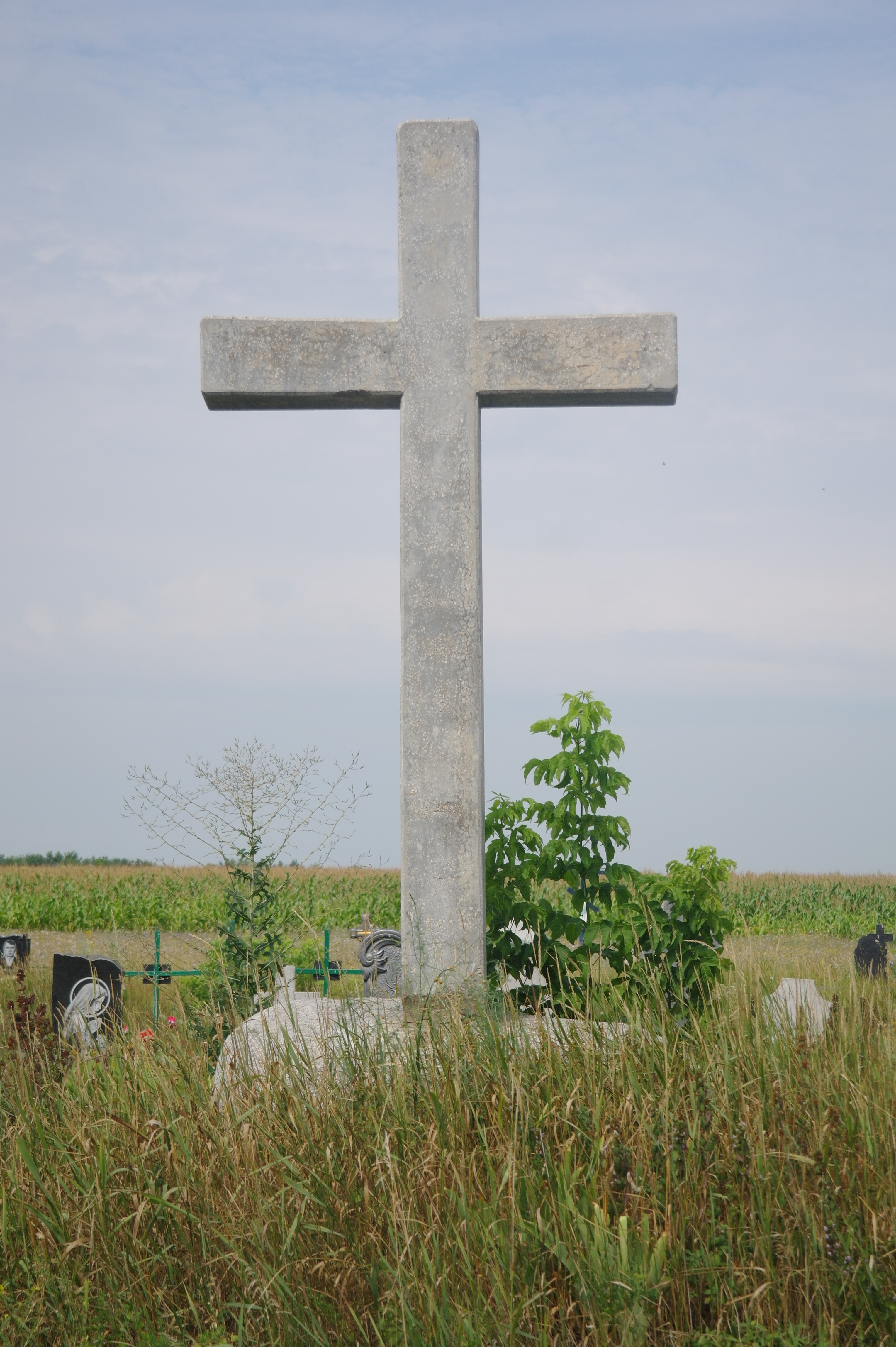
Памятник жертвам голодомора